# Никола I Горянски
Вижте пояснителната страница за други личности с името Никола Горянски.
Никола I Горянски или Никола I Гарай (на хърватски: Nikola I Gorjanski; на унгарски: Garai Miklós I; неизв. – 25 юли 1386 г.) е унгарски бан, управител на областта на средновековна Братислава (1376/77), в който град и умира, и палатин на краля на Унгария в периода 1375-1385 г.
В периода 1359-1375 е унгарски бан на Мачва, като преди това е граф на Бараня (1355). Известен е с пламенната си защита на унгарската кралица Мария и майка ѝ Елизабет от Босна от братята Хорват. Има пет деца, а внучка му е втората Доротея кралица на Босна и съпруга на Твъртко II.

## Влиятелен барон
След смъртта на на цар Стефан Душан в земите му избухват междуособици между неговия наследник Стефан Урош V и васалите му. Мавро Орбини разказва, че княз Лазар Хребелянович търси военната подкрепа от унгарския крал Лайош I Велики срещу Урош и Вълкашин, като в замяна се признава за негов васал. Във военната кампаня през 1359 г. в Сърбия участва и Никола I Горянски. За да скрепи съзюза със сръбския княз, краля урежда династичен брак между сина на Горянски - Никола II и една от дъщерите на Лазар - Теодора Лазаревич  В края на 1369г. Никола Горянски участва в наказтелната експедиция на Лайош срещу влашкия войвода Йоан Владислав I. Целта на кампанията е да наложи отново васалитет на непокорния владетел и да предотврати освобождаването на Видин, който от 1365г. е под унгарска окупация. През август 1369г. краля изпраща Никола Горянски и Бенедикт Химфи на помощ на Петер Химфи, бана на България. В същото време край Дъмбовица във Влашко, Йоан Владислав побеждава друга унгарска армия, водена от трансилванския войвода Никола Лакфи и го убива.  Никола Горянски участва и в следващата кампания на Лайош I Велики през 1375г. срещу срещу Йоан Владислав, цар Йоан Шишман и османците.
С подкрепата на съпругата на Лайош I Велики, Елизабета Котроманич, Никола Гарай е назначен палатин през 1376 година. Той придобива все повече владения за своите съюзници и успява да отблъсне онези, които се противопоставят на нарастващото му влияние.  Например Стивън Лакфи, някога могъщ войвода на Трансилвания, е уволнен от краля по време на поклонението му до Светите земи. От друга страна, един от съюзниците на Гарай, Димитрий е назначен през 1378 г. за архиепископ на Естергам и кардинал, въпреки че най-вероятно е роден в селско семейство. 
Лайош I умира на 11 септември 1382 г.  Дъщеря му Мария го наследява на трона.  На страната на единадесетгодишната кралица, e нейната майка Елизабета, действаща като регент, но всъщност кралството се управлява от палатина Никола Гарай и кардинал Димитрий.  Възползвайки се от превъзходното си положение в кралския двор, Гарай урежда затвора на последния си мощен опонент Петер Кудар, управител на Галисия, като го обвинява в предателство. 
Управлението на жена-монарх остава непопулярно в кралството, което води до появата на поне три съперничещи си партии в рамките на благородството.  Една от страните, водена от Ян Палисна, открито се обръща срещу кралицата и предлага короната на Карл III от Неапол, последният мъжки наследник на кралско семейство.  Втората група, водена от кралския управител Никола Цеси и Лакфи подкрепят Сигизмунд Люксембург, маркграф на Бранденбург, който е сгоден за младата кралица.  Трета страна е сформирана от регентката и Гарай, които планират да дадат кралица Мария на Луи Орлеански, член на френското кралско семейство. 
В съответствие с плановете на вдовицата-кралица, сгодяването на младата кралица и френския херцог е обявено в началото на 1384 г. В отговор Никола Сеци и неговите сподвижници решават да се откажат от предаността си към регенткатаа през август 1384 година.  Сигизмунд фон Люксембург заминава за Бохемия, но се завръща, когато армия, вербувана от брат му, крал Вацлав IV от Бохемия, нахлува в северните части на кралството през следващата година.  Междувременно Павел Хорват, епископ на Загреб (бивш поддръжник на Гарай), кани Карл III Неаполiur в Унгария.  Той се акустира в Далмация през септември 1385 година. Пристигането му принуждава кралица Елизабет да се откаже от идеята за брака на дъщеря си с Луи Орлеански.  Съответно тя уволнява Гарай и назначава за палатин на Никола Сечи. 
Сигизмунд от Люксембург се жени за кралица Мария през октомври.  Въпреки това, Карл III Неаполски продължава нашествието си и неговите симпатизанти свикват диета (събрание на благородници), за да го изберат за крал.  Неговите противници скоро осъзнават нарастващата му популярност сред благородниците.  Сигизмунд Люксембургски напуска кралството,а кралица Мария се отказва от короната.  Карл Дурацо е коронясан за крал на Унгария на 31 декември 1385 година. 
Николай I Гарай е най-известен, със смелата си защита на своята братовчедка и суверен, унгарската кралица Мария и майка й, Елизабет Босненска, от братята Хорват (Хорвати) (Йоан и Павел), които са изпратени да ги отвлекат.Около кралската карета превъзхождащите ги многократно нападатели разбиват кралския ескорт,  Гарай дълго се бори с тях. Със стрели, стърчащи от гърдите му, отчупвайки ги, за да не му пречат, слизайки от коня си, палатинът Гарай нанася саблени удари по нападателите, защитавайки кралиците, като се бие до кралската карета. Вражеските сили се приближават отзад, пропълзяват от другата страна на каретата и като го хващат за краката го събарят на земята. Той е обезглавен в боя на 25 юли 1386 г. Нападателите не проявяват милост, като измъкват грубо кралиците от кралската им карета.